# Přebor Jihomoravského kraje 2024/2025
V soubojích 65. ročníku Přeboru Jihomoravského kraje 2024/25 (jedna ze skupin 5. fotbalové ligy) se utká 16 týmů každý s každým dvoukolovým systémem podzim–jaro. Tento ročník začal v srpnu roku 2024 a skončit by měl v červnu 2025.

## Nové týmy v sezoně 2024/25
- Z Divize D 2023/24 ani z Divize E 2023/24 nesestoupilo do Jihomoravského krajského přeboru žádné mužstvo.
- SK Cézava vznikl spojením TJ Rajhradice (15. místo v KP v ročníku 2023/24 jako nováček) s SK Blučina (2. místo v OP Brno-venkov v ročníku 2023/24 jako nováček).[1][2]
- Ze skupin I. A třídy Jihomoravského kraje 2023/24 postoupila mužstva AFK Tišnov (vítěz skupiny A).[3] Dodatečně postoupil také Tatran Kohoutovice (2. místo ve skupině A)[3] poté, co posun o soutěž výše odmítla čelná mužstva skupiny B – TJ Sokol Hroznová Lhota (vítěz skupiny B), SK BRITTERM Kozojídky (2. místo ve skupině B), FK Baník Dubňany (3. místo ve skupině B) a FK Renocar Podolí (4. místo ve skupině B).[4][5]

## Nejlepší střelec
Bude doplněn po skončení ročníku.

## Konečná tabulka
Bude doplněna po skončení ročníku.